# Reinwardtiodendron celebicum
Reinwardtiodendron celebicum är en tvåhjärtbladig växtart som beskrevs av Sijfert Hendrik Koorders. Reinwardtiodendron celebicum ingår i släktet Reinwardtiodendron och familjen Meliaceae. Inga underarter finns listade i Catalogue of Life.